# 어서옵SHOW
《어서옵SHOW》는 KBS 2TV에서 방송된 예능 프로그램이며 2016년 5월 6일부터 2016년 10월 7일까지 방송되었다.

## 기획 의도
운동인, 예술인, 과학자 등 각계각층 스타들의 재능을 판매하는 형식으로 이뤄지는 스타 재능 기부 홈쇼핑 프로그램이다.

## 방송 시간
| 방송 채널 | 방송 기간                        | 방송 시간                   | 방송 분량 | 비고      |
| --------- | -------------------------------- | --------------------------- | --------- | --------- |
| KBS 2TV   | 2016년 5월 6일 ~ 2016년 10월 7일 | 매주 금요일 밤 9:35 ~ 11:00 | 85분      | 독립 편성 |

## 출연자
- 이서진
- 김종국
- 노홍철
- 김세정 (별명 : 생방 요정)

## 논란
MBC TV의 마이 리틀 텔레비전과 비슷한 포맷으로 인터넷 생방송(녹화)도 동시간대에 진행되어서 표절 논란이 있었다.

## 시청률

### 2016년 (본방)
- AGB 닐슨 미디어리서치

| 회차 | 방송 일자       | 전국 시청률(증감치) |
| ---- | --------------- | ------------------- |
| 1회  | 2016년 5월 6일  | 6.4%                |
| 2회  | 2016년 5월 13일 | 4.4% (-2.0)         |
| 3회  | 2016년 5월 20일 | 4.3% (-0.1)         |
| 4회  | 2016년 5월 27일 | 3.6% (-0.7)         |
| 5회  | 2016년 6월 3일  | 3.9% (+0.3)         |
| 6회  | 2016년 6월 10일 | 4.4% (+0.5)         |
| 7회  | 2016년 6월 17일 | 3.6% (-0.8)         |
| 8회  | 2016년 6월 24일 | 3.5% (-0.1)         |
| 9회  | 2016년 7월 1일  | 4.7% (+1.2)         |
| 10회 | 2016년 7월 8일  | 4.2% (-0.5)         |
| 11회 | 2016년 7월 15일 | 4.3% (+0.1)         |
| 12회 | 2016년 7월 22일 | 3.0% (-1.3)         |
| 13회 | 2016년 7월 29일 | 2.9% (-0.1)         |
| 14회 | 2016년 8월 5일  | 3.3% (+0.4)         |
| 15회 | 2016년 8월 26일 | 3.8% (+0.5)         |
| 16회 | 2016년 9월 2일  | 3.6% (-0.2)         |
| 17회 | 2016년 9월 9일  | 2.9% (-0.7)         |
| 18회 | 2016년 9월 30일 | 3.9% (+1.0)         |
| 19회 | 2016년 10월 7일 | 3.7% (-0.2)         |

### 2016년 (재방)
- AGB 닐슨 미디어리서치

| 회차 | 방송 일자       | 전국 시청률(증감치) |
| ---- | --------------- | ------------------- |
| 1회  | 2016년 5월 8일  | 5.6%                |
| 2회  | 2016년 5월 14일 | 3.4% (-1.2)         |
| 3회  | 2016년 5월 21일 | 5.1% (-1.7)         |
| 4회  | 2016년 5월 28일 | 3.1% (-2.0)         |
| 5회  | 2016년 6월 4일  | 4.8% (+2.7)         |
| 6회  | 2016년 6월 11일 | 3.4% (-1.4)         |
| 7회  | 2016년 6월 18일 | 3.7% (+0.3)         |
| 8회  | 2016년 6월 25일 | 2.4% (-1.3)         |
| 9회  | 2016년 7월 2일  | 3.9% (+1.5)         |
| 10회 | 2016년 7월 9일  | 3.4% (-0.5)         |
| 11회 | 2016년 7월 16일 | 4.2% (+0.8)         |
| 12회 | 2016년 7월 23일 | 3.4% (-0.8)         |
| 13회 | 2016년 7월 30일 | 미방영              |
| 14회 | 2016년 8월 6일  | 2.5%                |
| 15회 | 2016년 8월 27일 | 3.7% (+0.8)         |
| 16회 | 2016년 9월 3일  | 미방영              |
| 17회 | 2016년 9월 10일 | 3.5%                |
| 18회 | 2016년 10월 1일 | 미방영              |
| 19회 | 2016년 10월 8일 | 미방영              |

## 같이 보기
- 수상한 휴가

## 결방 및 편성 변경 안내
2016년
- 7월 30일 (13회 재방): 2016 리우 올림픽 축구 평가전 방송으로 불방.
- 8월 12일 ~ 8월 19일: 2016 리우 올림픽 중계방송
- 9월 3일 (16회 재방): 재방 미편성.
- 9월 16일: 추석 특선 영화 편성.
- 9월 23일: 2016년 KBO 리그 KIA : NC 중계방송으로 불방.
- 10월 1일 (18회 재방): 재방 미편성.
- 10월 8일 (19회 재방): 파일럿 레시피 추리쇼 음식탐정 방송으로 불방.